# 에밀 드 안토니오
에밀 드 안토니오(Emile de Antonio, 1919년 5월 14일 ~ 1989년 12월 16일)는 미국의 배우, 영화 감독, 영화 프로듀서, 영화배우이다.
스크랜턴에서 태어났으며 맨해튼에서 사망하였다. 사인은 심근 경색이다.

## 영화
- 언더그라운드 (1976년)
- 돼지의 해 (1968년)
- 포인트 오브 오더 (1964년)